# Schollen
Die Schollen oder Rechtsaugen-Flundern (Pleuronectidae) sind eine Familie der Plattfische. Schollen leben im Atlantik, im Indopazifik und dem Arktischen Ozean vom Flachwasser bis in einer Tiefe von 1000 Meter. Einige Arten leben auch im Süßwasser. Viele Schollenarten, wie die Scholle, der Heilbutt, der Schwarze Heilbutt und die Flunder  sind beliebte Speisefische und werden kommerziell gefischt.

## Merkmale
Beide Augen befinden sich auf der rechten Körperseite. Eine Ausnahme sind die Flundern, bei denen sich auch Exemplare finden, die beide Augen auf der linken Seite haben. Der Unterkiefer überragt den Oberkiefer. Schollen können die Farbe ihrer pigmentierten Oberseite dem Untergrund anpassen. Die Rückenflosse beginnt auf dem Kopf über dem oberen Auge. Die Bauchflossen sind symmetrisch. Adulte Tiere haben keine Schwimmblase. Das Seitenlinienorgan ist auf beiden Körperseiten gut entwickelt. Mit der Ausnahme von zwei Arten enthält das Dotter der Scholleneier keinen Öltropfen.
Schollen ernähren sich räuberisch von Fischen und größeren Wirbellosen.

## Systematik
Schollen zählen innerhalb der Plattfische zur Unterordnung Pleuronectoidei. Die früher in die Schollen gestellten Unterfamilien Paralichthodinae, Poecilopsettinae und Rhombosoleinae werden jetzt in vielen Systematiken in den Rang eigenständiger Familien gestellt. Die Schwestergruppe der Schollen sind die Scheinbutte (Paralichthyidae).

## Gattungen und Arten
Es gibt etwa 60 Arten in mehr als 20 Gattungen und fünf Unterfamilien:
- Unterfamilie Atheresthinae Vinnikov, Thomson, Munroe, 2018.
  - Gattung AtheresthesAtheresthes stomias

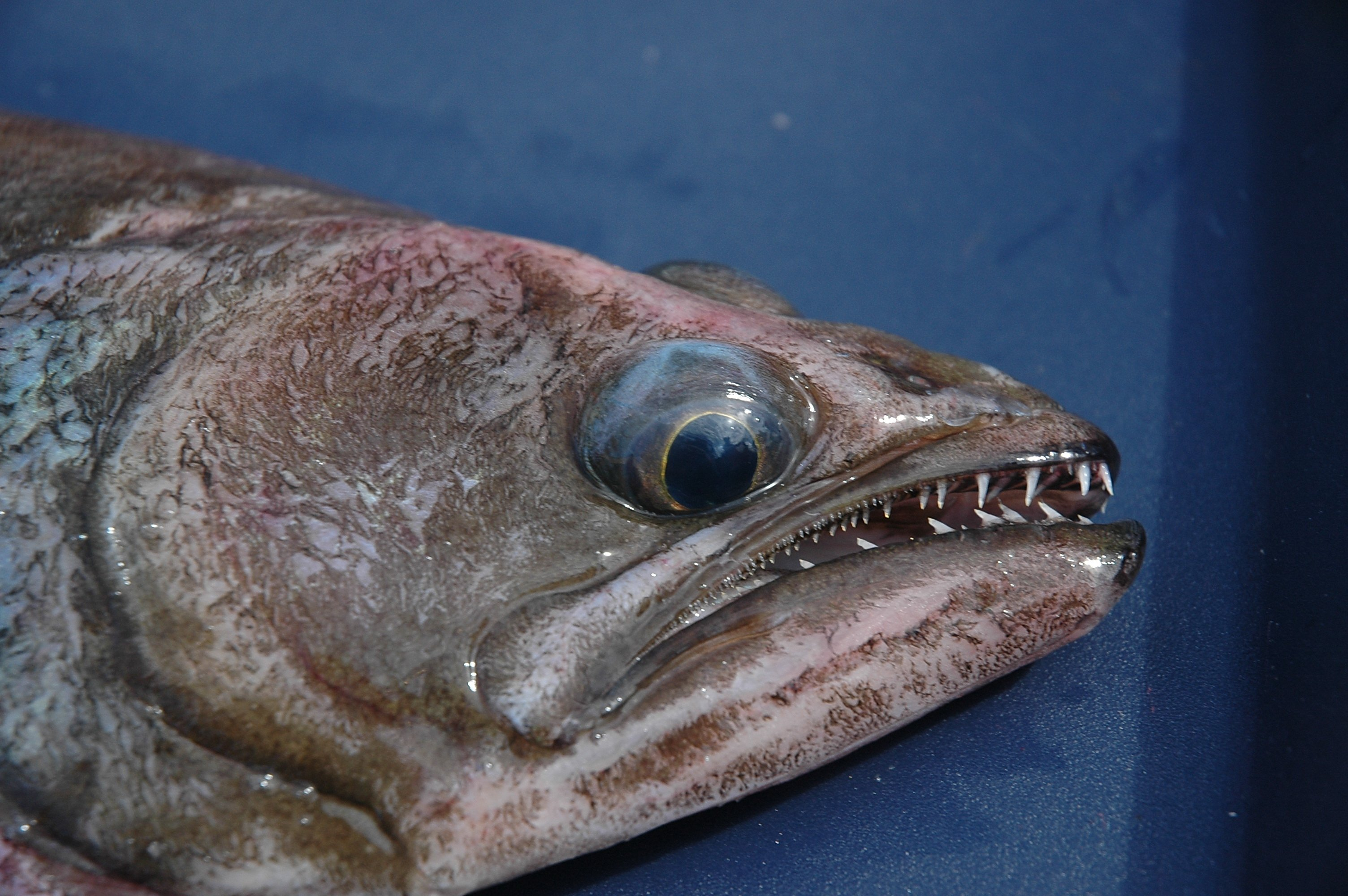
Atheresthes stomias

    - Atheresthes evermanni Jordan & Starks, 1904.
    - Atheresthes stomias (Jordan & Gilbert, 1880).
- Unterfamilie Pleuronichthyinae Vinnikov, Thomson, Munroe, 2018.
  - Gattung Pleuronichthys
    - Pleuronichthys coenosus Girard, 1854.
    - Pleuronichthys cornutus (Temminck & Schlegel, 1846).
    - Pleuronichthys decurrens Jordan & Gilbert, 1881.
    - Pleuronichthys lighti Wu, 1929.
    - Pleuronichthys ocellatus Starks & Thompson, 1910.
    - Pleuronichthys ritteri Starks & Morris, 1907.
    - Pleuronichthys verticalis Jordan & Gilbert, 1880.
- Unterfamilie Microstominae Vinnikov, Thomson, Munroe, 2018.

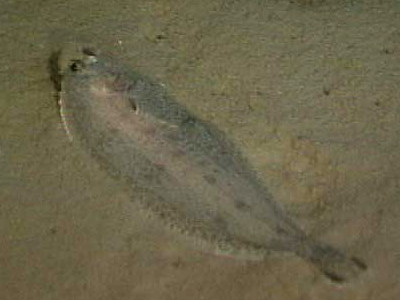
Hundszunge (Glyptocephalus cynoglossus)

  - Gattung GlyptocephalusHundszunge (Glyptocephalus cynoglossus)
    - Hundszunge (Glyptocephalus cynoglossus) (Linnaeus, 1758)
    - Glyptocephalus kitaharae (Jordan & Starks, 1904).
    - Glyptocephalus stelleri (Schmidt, 1904).
    - Glyptocephalus zachirus Lockington, 1879.

  - Gattung MicrostomusRotzunge
(Microstomus kitt)Pazifische Rotzunge (Microstomus pacificus)

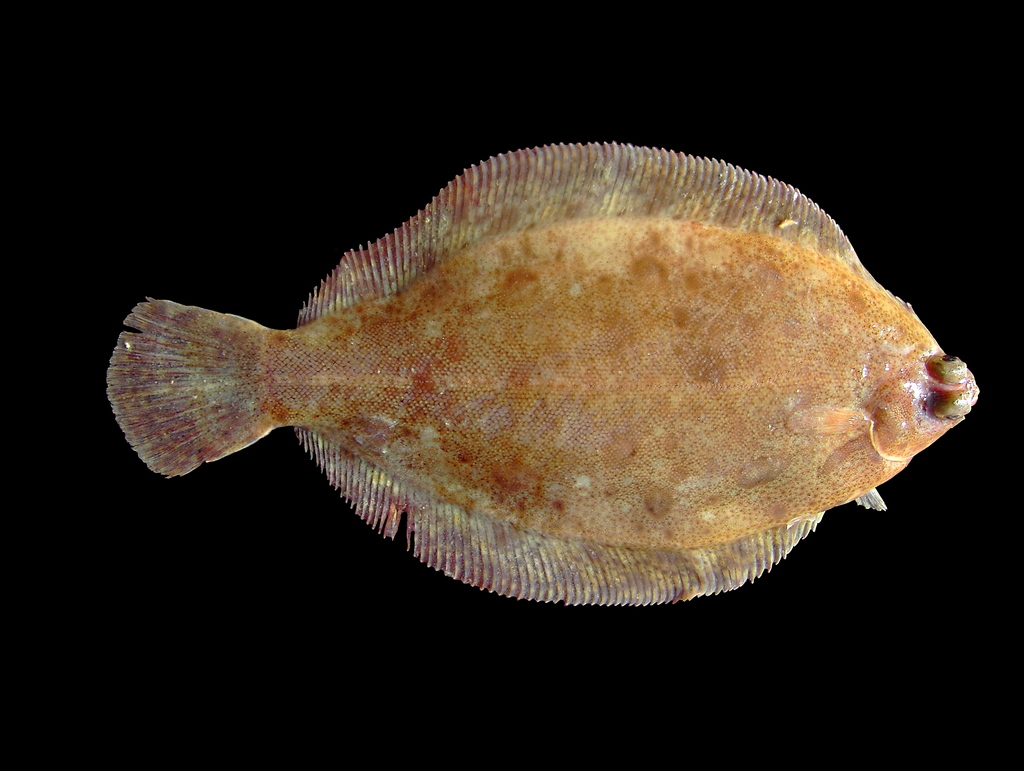
Rotzunge
(Microstomus kitt)

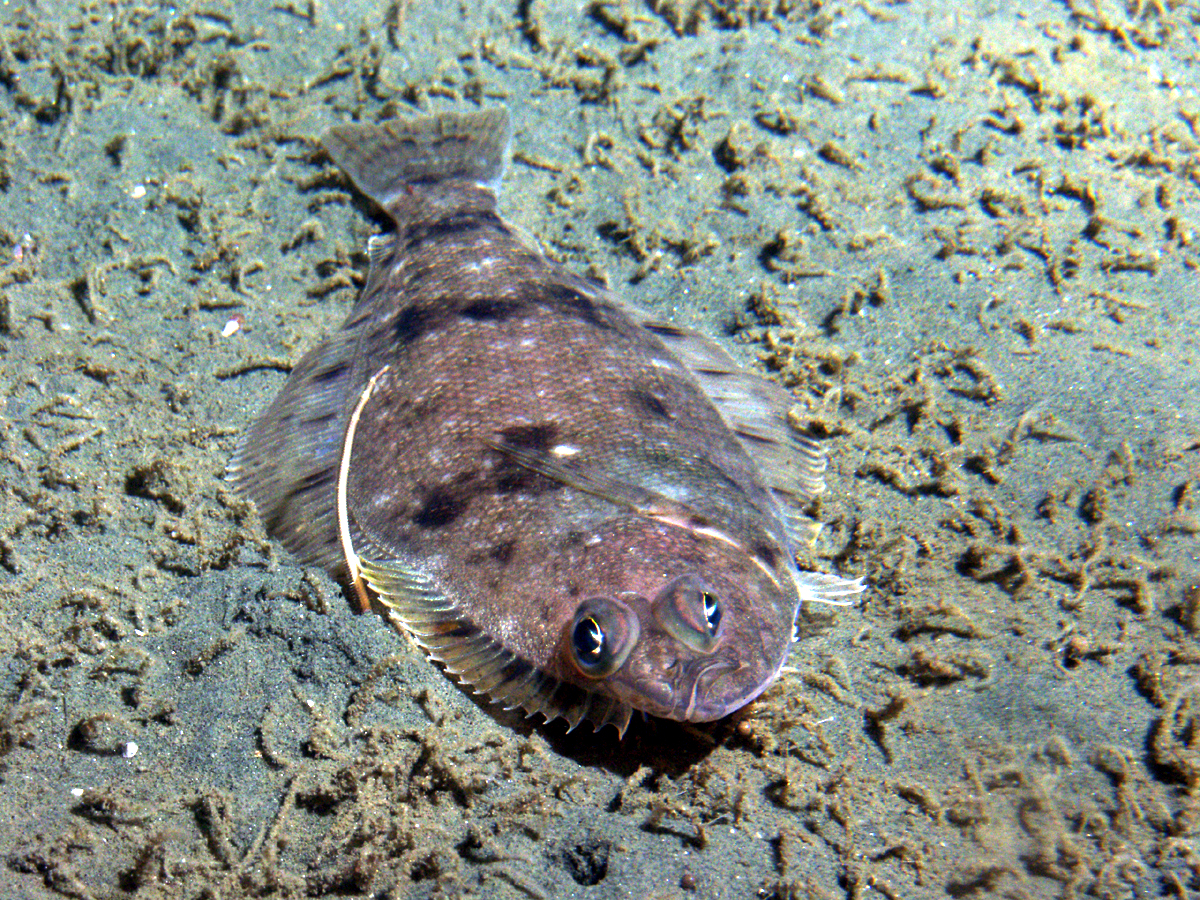
Pazifische Rotzunge (Microstomus pacificus)

    - Microstomus achne (Jordan & Starks, 1904).
    - Microstomus bathybius (Gilbert, 1890).
    - Rotzunge (Microstomus kitt) (Walbaum, 1792)
    - Pazifische Rotzunge (Microstomus pacificus) (Lockington, 1879).
    - Microstomus shuntovi Borets, 1983.
- Unterfamilie Hippoglossinae Gill, 1864.
  - Gattung Clidoderma
    - Clidoderma asperrimum (Temminck & Schlegel, 1846).

  - Gattung Eopsetta
    - Eopsetta grigorjewi (Herzenstein, 1890).
    - Eopsetta jordani (Lockington, 1879).

  - Gattung Hippoglossus
    - Heilbutt (Hippoglossus hippoglossus) (Linnaeus, 1758).
    - Pazifischer Heilbutt (Hippoglossus stenolepis) Schmidt, 1904.

  - Gattung Lyopsetta
    - Lyopsetta exilis (Jordan & Gilbert, 1880).

  - Gattung Reinhardtius
    - Schwarzer Heilbutt (Reinhardtius hippoglossoides) (Walbaum, 1792)

  - Gattung Verasper
    - Verasper moseri Jordan & Gilbert, 1898.
    - Verasper variegatus (Temminck & Schlegel, 1846).
- Unterfamilie Pleuronectinae Rafinesque, 1815.
  - Tribus Hippoglossoidini Cooper and Chapleau, 1998.
    - Gattung Acanthopsetta
      - Acanthopsetta nadeshnyi Schmidt, 1904.

    - Gattung Cleisthenes
      - Cleisthenes herzensteini (Schmidt, 1904).
      - Cleisthenes pinetorum Jordan & Starks, 1904.

    - Gattung Dexistes
      - Dexistes rikuzenius Jordan & Starks, 1904.

    - Gattung HippoglossoidesHippoglossoides robustus

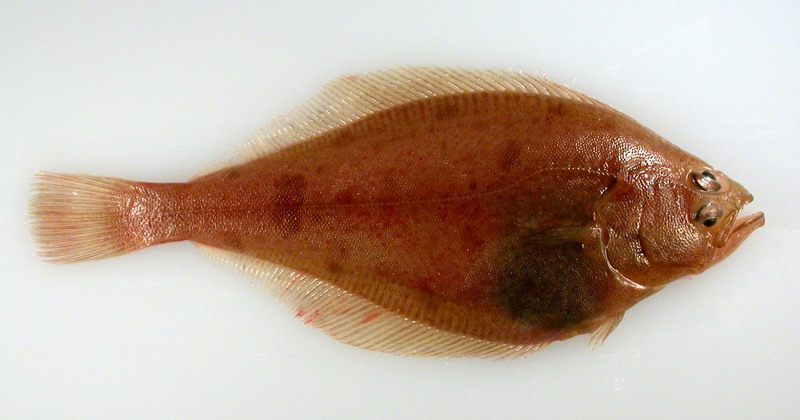
Hippoglossoides robustus

      - Hippoglossoides dubius Schmidt, 1904.
      - Hippoglossoides elassodon Jordan & Gilbert, 1880.
      - Doggerscharbe (Hippoglossoides platessoides) (Fabricius, 1780)
      - Hippoglossoides robustus Gill & Townsend, 1897.

    - Gattung LimandaKliesche (Limanda limanda)

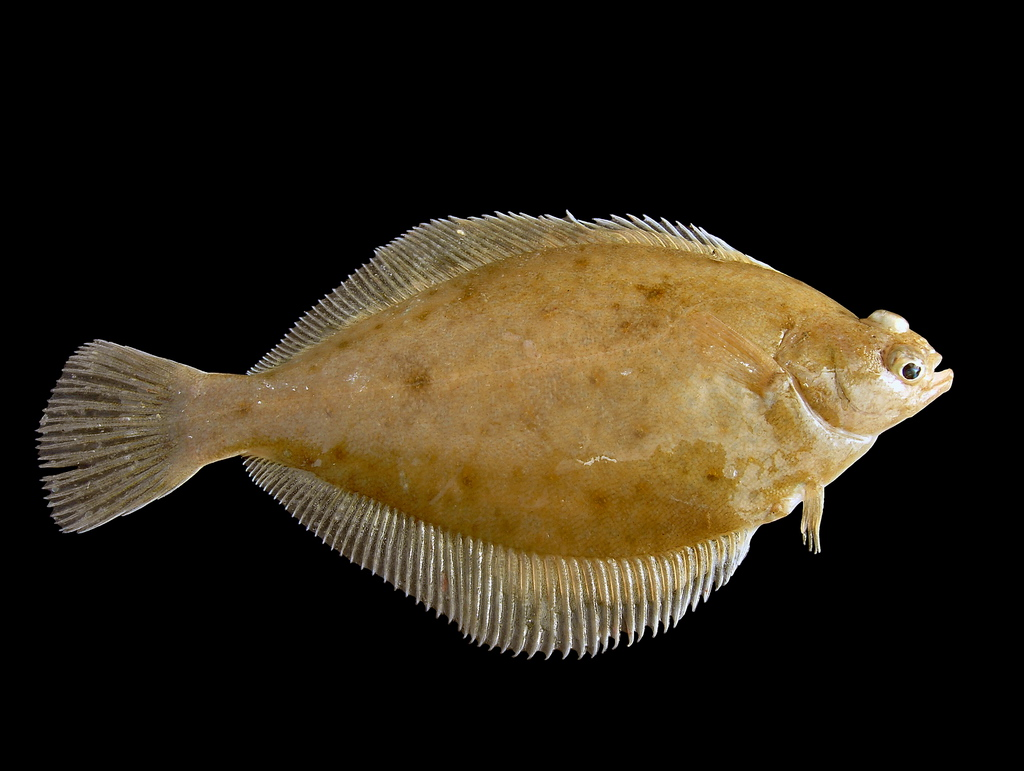
Kliesche (Limanda limanda)

      - Pazifische Kliesche (Limanda aspera) (Pallas, 1814).
      - Kliesche (Limanda limanda) (Linnaeus, 1758)
      - Limanda sakhalinensis Hubbs, 1915.

  - Tribus Pleuronectini Nelson, 1984.
    - Gattung Isopsetta
      - Isopsetta isolepis (Lockington, 1880).

    - Gattung Lepidopsetta
      - Lepidopsetta bilineata (Ayres, 1855).
      - Lepidopsetta mochigarei Snyder, 1911.
      - Lepidopsetta polyxystra Orr & Matarese, 2000.

    - Gattung Liopsetta
      - Arktische Flunder (Liopsetta glacialis) (Pallas, 1776).
      - Liopsetta pinnifasciata (Norman, 1926).
      - Liopsetta putnami (Gill, 1864).

    - Gattung Myzopsetta Gill, 1861.
      - Gelbschwanzflunder (Myzopsetta ferruginea) (Storer, 1839).
      - Myzopsetta proboscidea (Gilbert, 1896).
      - Myzopsetta punctatissimus (Steindachner, 1879).

    - Gattung Parophrys
      - Parophrys vetulus Girard, 1854.

    - Gattung Flundern (Platichthys)Sternflunder
(Platichthys stellatus)

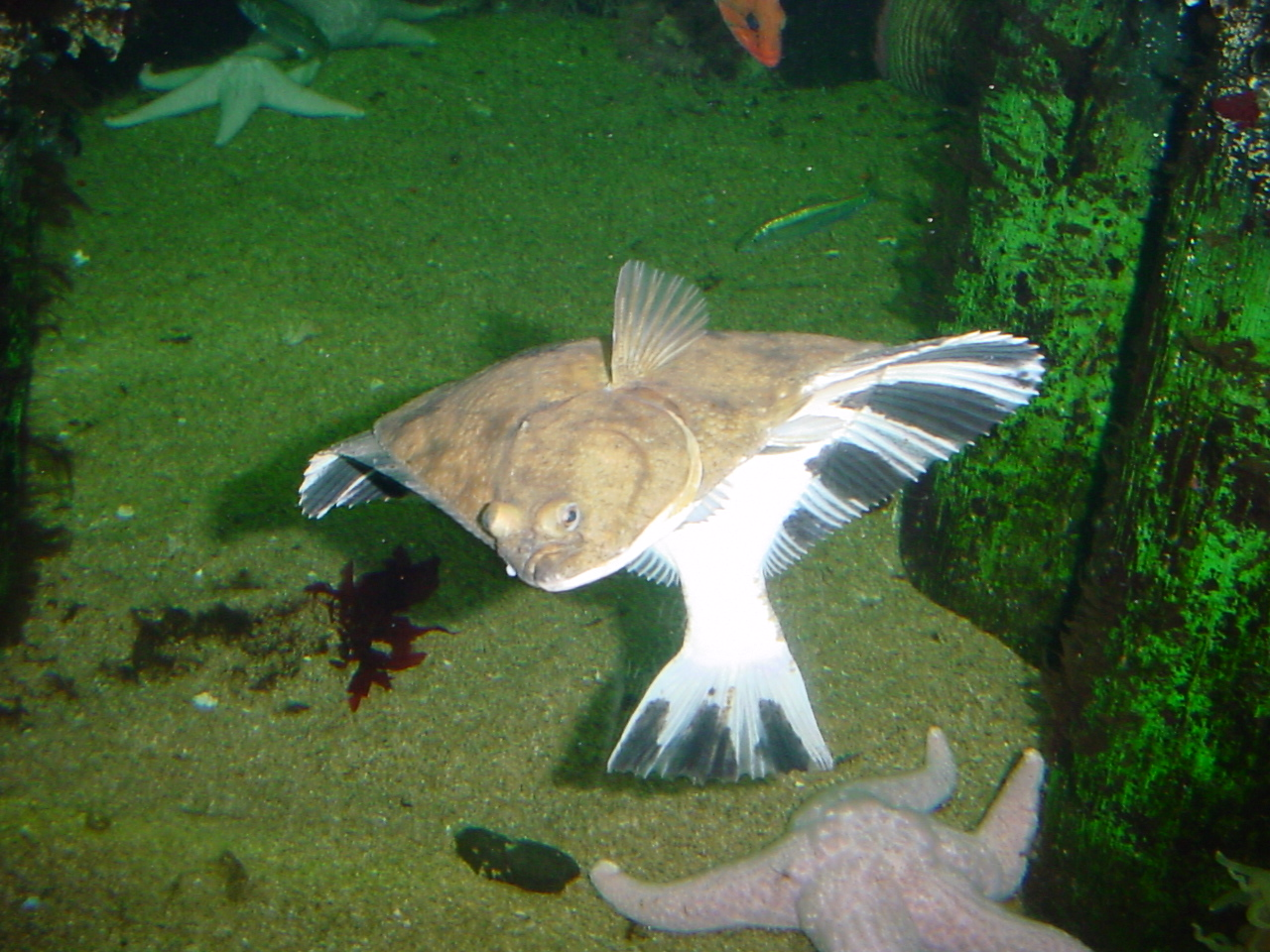
Sternflunder
(Platichthys stellatus)

      - Platichthys bicoloratus (Basilewsky, 1855).
      - Flunder (Platichthys flesus) (Linnaeus, 1758).
      - Sternflunder (Platichthys stellatus) (Pallas, 1788).
      - Platichthys solemdali Momigliano et al., 2018.

    - Gattung PleuronectesScholle
(Pleuronectes platessa)

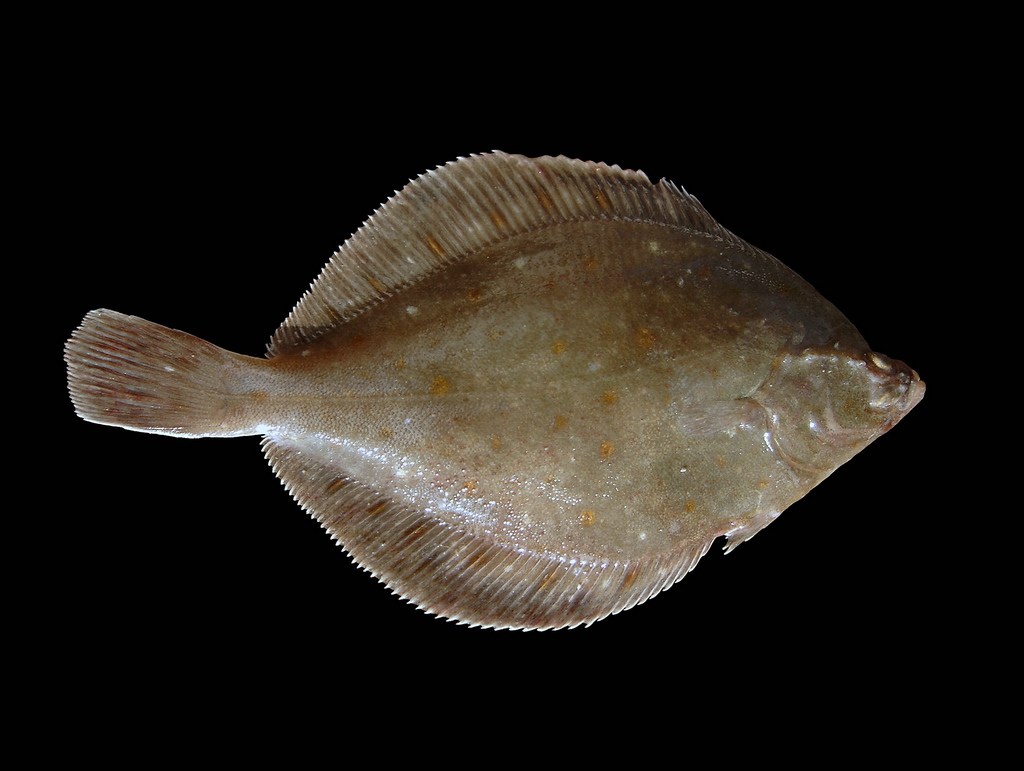
Scholle
(Pleuronectes platessa)

      - Scholle  (Pleuronectes platessa) Linnaeus, 1758.
      - Pleuronectes quadrituberculatus Pallas, 1814.

    - Gattung Pseudopleuronectes
      - Pseudopleuronectes americanus (Gill, 1864).
      - Pseudopleuronectes herzensteini (Schmidt, 1904).
      - Pseudopleuronectes obscurus (Herzenstein, 1890).
      - Pseudopleuronectes schrenki (Schmidt, 1904).
      - Pseudopleuronectes yokohamae (Günther, 1877).

    - Gattung Psettichthys
      - Psettichthys melanostictus Girard, 1854.

## Belege
1. ↑  Kirill A. Vinnikov, Robert C. Thomson, Thomas A. Munroe: Revised Classification of the Righteye Flounders (Teleostei: Pleuronectidae) Based on Multilocus Phylogeny with Complete Taxon Sampling. Molecular Phylogenetics and Evolution, März 2018, doi: 10.1016/j.ympev.2018.03.014, Link